# 坂祝町スポーツドーム
坂祝町スポーツドーム（さかほぎちょうスポーツドーム）は、岐阜県加茂郡坂祝町にある運動施設（屋内運動場）である。

## 概要
1995年（平成7年）5月完成。
全天候型ドーム構造の建物であり、ゲートボール場、ミニバレーコート、テニスコート、フットサルコートなどに使用される。
団体登録や施設予約などは、坂祝町中央公民館で行う。

## 利用案内
- 所在地：岐阜県加茂郡坂祝町黒岩1260番地1
- 使用可能時間：6:00 - 21:30[2][5]

## 交通アクセス

### 自動車
- 国道248号（太田バイパス）「黒岩北」交差点から県道346号を南下し、「黒岩」交差点から町道を東進。

## 周辺施設
- 坂祝町中央公民館
- 坂祝町総合グラウンド
- 坂祝町町民ふれあいプール　※2021年廃止
- 総合福祉会館サンライフさかほぎ